# Universidad Nacional de Teatro y Cine Ion Luca Caragiale
La Universidad Nacional de Teatro y Cine Ion Luca Caragiale (en rumano: Universitatea Naţională de Artă Teatrală şi Cinematografică “I.L.Caragiale”) es una institución de educación superior y de carácter público localizada en la ciudad de Bucarest, la capital del país europeo de Rumania, fue establecida en 1954. Lleva su nombre en honor de Ion Luca Caragiale.
Caragiale fue un gran dramaturgo rumano, cuentista, poeta, director de teatro, comentarista político y periodista. Se le considera uno de los más grandes dramaturgos y escritores rumanos, de allí la denominación escogida.